# Bronzedepotfund von Winterlingen

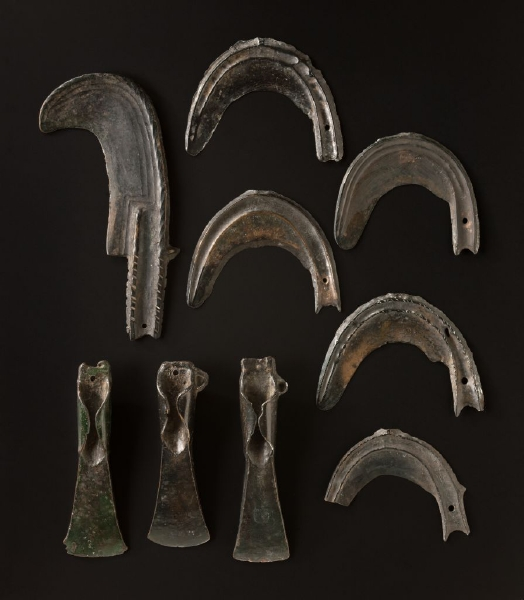
Bronzedepotfund von Winterlingen (Foto: Landesmuseum Württemberg)

Der Bronzedepotfund von Winterlingen wurde 1609 bei Winterlingen, einer Gemeinde im baden-württembergischen Zollernalbkreis, geborgen. Er stammt aus der späten Urnenfelderzeit (9. Jahrhundert v. Chr.) und zählt zu den frühesten, nahezu vollständig erhaltenen archäologischen Bodenfunden Deutschlands. 
Das bronzene Sichelmesser, die drei Bronzebeile und die fünf Bronzesicheln soll der damalige Balinger Obervogt Friedrich von Thergenau noch im selben Jahr an die Kunstkammer von Johann Jakob Guth von Sulz-Durchhausen (1543–1616) übergeben haben. Es existieren zu dem Fund keine weiteren Informationen, sodass weder der genaue Fundort noch die Fundumstände oder die genaue ursprüngliche Zusammensetzung bekannt sind. 
Es handelt sich um einen Zufallsfund, der nicht bei regulären Ausgrabungen gemacht wurde. Es bestehen Zweifel an der vollständigen Überlieferung. Der Hort von Winterlingen besitzt mit Lappenbeilen, Sicheln und dem Sichel- oder Rebmesser als Rarität für die späte Urnenfelderzeit eine sehr typische Zusammensetzung. Alle Objekte zeigen deutliche Nutzungsspuren und waren zum Zeitpunkt ihrer Niederlegung schon einige Zeit in Gebrauch. 
Wahrscheinlich handelt es sich um einen Verwahr- oder Versteckfund, den die einstigen Besitzer zu einem späteren Zeitpunkt wieder bergen wollten, dies aber nicht mehr tun konnten. 
Die erste Nennung des Fundes findet sich bereits in dem um 1624 erstellten Inventar der Sammlung Guth von Sulz, die 1653 in die württembergische Kunstkammer aufgenommen wurde.
Heute befindet sich der Bronzedepotfund im Landesmuseum Württemberg.